# Festival des 3 Continents 1985
Le Festival des 3 Continents 1985, 7e édition du festival, s'est déroulé du 26 novembre au 3 décembre 1985.

## Déroulement et faits marquants
Outre la compétition, la 7e édition du festival propose un hommage à l'actrice argentine Isabel Sarli et au réalisateur égyptien Youssef Chahine, des panoramas du cinéma thaïlandais et du cinéma indien.

## Jury
- Hanna Schygulla : actrice allemande
- Karel Reisz : réalisateur  britannique
- Claude Nori : réalisateur français
- Fabienne Vonier : distributrice française

## Sélection

### En compétition
| Titre                          | Réalisation          | Pays         |
| ------------------------------ | -------------------- | ------------ |
| Adieu l'arche                  | Shūji Terayama       | Japon        |
| Café amer                      | Teguh Karya          | Indonésie    |
| Chico Roi                      | Walter Lima Jr.      | Brésil       |
| Face à face                    | Adoor Gopalakrishnan | Inde         |
| Firar                          | Şerif Gören          | Turquie      |
| Le Coureur                     | Amir Naderi          | Iran         |
| Le Descendant du léopard blanc | Tolomouch Okeev      | Kirghizistan |
| Les Jours de juin              | Alberto Fischerman   | Argentine    |
| Quand viendra le dixième mois  | Đặng Nhật Minh       | Viêt Nam     |
| Shanghai Blues                 | Tsui Hark            | Hong Kong    |
| Terre jaune                    | Chen Kaige           | Chine        |
| Un été chez grand-père         | Hou Hsiao-hsien      | Taïwan       |

### Autres programmations
- Regard sur le cinéma thaïlandais
- Isabel Sarli : mythe du cinéma argentin
- Cinéma indien : années 50
- Les multi-faces de Youssef Chahine

## Palmarès
- Montgolfière d'or : Le Coureur de Amir Naderi et Un été chez grand-père de Hou Hsiao-hsien[1]
- Prix spécial du jury : Les Jours de juin de Alberto Fischerman et Shanghai Blues de Tsui Hark
- Prix de la meilleure photographie : Terre jaune de Chen Kaige